# Kuroshio, Kōchi
Kuroshio (japanska: 黒潮町?, Kuroshio-chō) är en landskommun (köping) i Kōchi prefektur i Japan. 